# Mattias Andersson
Erik Mattias Andersson (* 29. März 1978 in Malmö) ist ein ehemaliger schwedischer Handballtorwart. Der 150-malige schwedische Nationalspieler ist als Torwarttrainer tätig.

## Karriere

### Verein
Andersson begann das Handballspielen bei Ystads IF HF. In der Jugend wurde er unter anderem von seinem Vater Thomas trainiert, der in den 1970er-Jahren für die Handballmannschaft von IFK Malmö auflief. Mattias wurde im Alter von 17 Jahren erstmals in der Elitserien eingesetzt. 1999 schloss er sich HK Drott an. Im April 2001 wechselte er zum FC Barcelona, um dort den verletzten Torwart David Barrufet zu vertreten. Im Sommer 2001 unterschrieb er einen Vertrag beim deutschen Bundesligisten THW Kiel. Dort war er hinter Henning Fritz sowie später Thierry Omeyer jeweils zweiter Torwart.

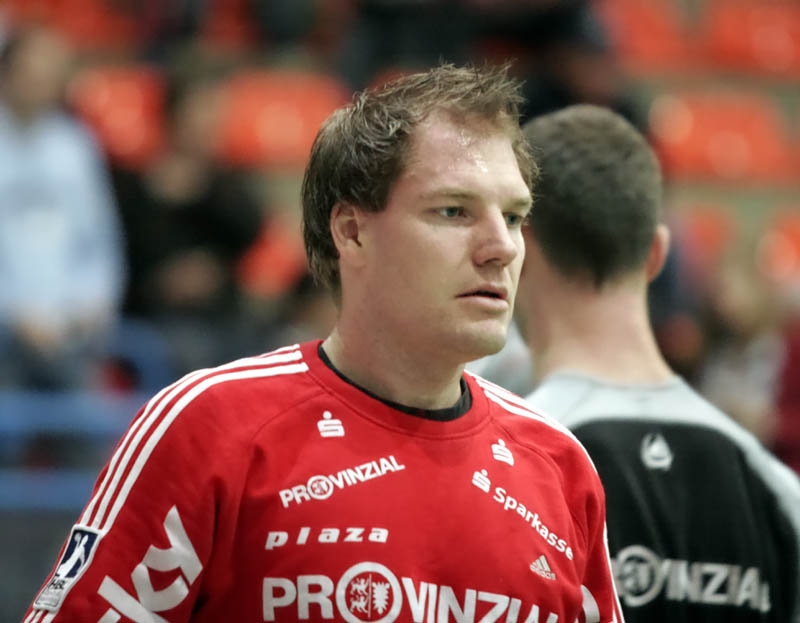
Andersson beim THW (2006)

Er verlängerte seinen 2008 auslaufenden Vertrag beim THW nicht und wechselte zum TV Großwallstadt. Zur Saison 2011/12 wechselte Andersson zur SG Flensburg-Handewitt und erhielt dort einen Vertrag bis 2013, der bis 2017 verlängert wurde. 2014 gewann er mit Flensburg-Handewitt die Champions League. Nachdem Andersson 2018 die deutsche Meisterschaft gewonnen hatte, beendete er seine Karriere.

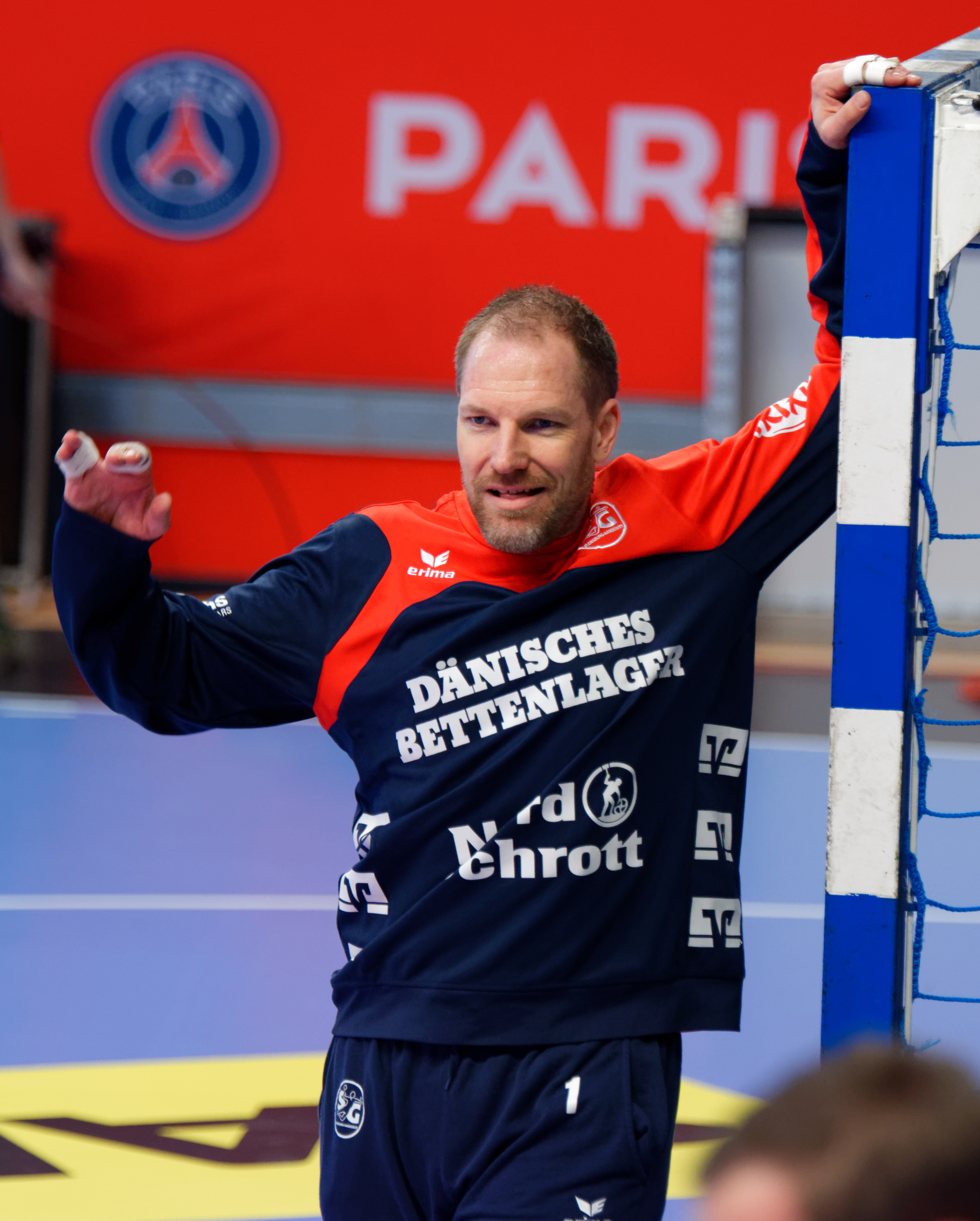
Andersson bei Flensburg-Handewitt (2018)

Seit 2018 ist Andersson Torwarttrainer beim THW Kiel sowie beim Ystads IF HF, daneben war er von 2018 bis 2020 bei der österreichischen Nationalmannschaft als Torwarttrainer tätig. Seit dem 1. Februar 2020 ist er beim Deutschen Handballbund als leitender Torwarttrainer tätig.

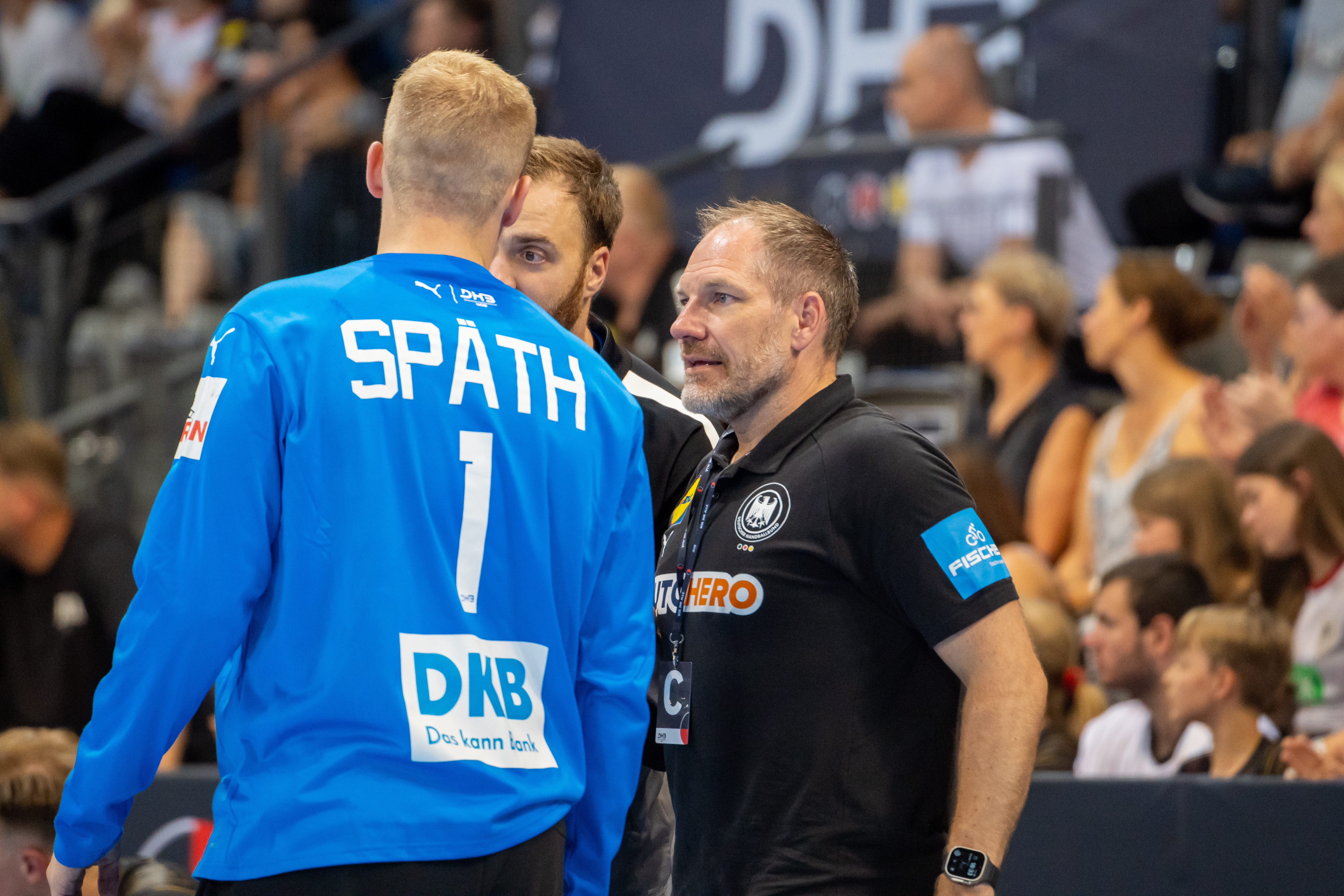
Andersson bei der deutschen Nationalmannschaft (2024)

Aufgrund einer Verletzung des Kieler Torwarts Niklas Landin Jacobsen stand Andersson ab Oktober 2020 bis zum Saisonende 2020/21 insgesamt acht Mal zwischen den Pfosten des THW Kiel, mit dem er 2021 die deutsche Meisterschaft gewann.

### Nationalmannschaft
Für die schwedische Nationalmannschaft war er 150-mal im Einsatz. Bei der Europameisterschaft 2000 in Kroatien gewann er den Titel. Außerdem war er im Aufgebot der Olympischen Spiele 2000 in Sydney, kam dort jedoch nicht zum Einsatz. Er spielte auch bei der Europameisterschaft 2010. Bei den Olympischen Spielen 2012 in London gewann Andersson mit Schweden die Silbermedaille. Weiterhin nahm er an den Olympischen Spielen 2016 in Rio de Janeiro teil.

## Erfolge
als Spieler
- EHF-Champions-League-Sieger 2007, 2014
- EHF-Pokal-Sieger 2002 und 2004
- Europapokal der Pokalsieger 2012
- EHF-Champions-Trophy-Sieger 2007
- Deutscher Meister 2002, 2005, 2006, 2007, 2008, 2018 und 2021
- DHB-Pokalsieger 2007, 2008 und 2015
- Supercup-Gewinner 2005, 2007 und 2013
- Silbermedaille bei den Olympischen Sommerspielen 2012 in London
- Europameister 2000 in Kroatien
- 2. Platz bei den Scandinavian Open 2006
- Silber Junioren-WM 1999 in Katar
- Silber Jugend-EM 1997 in Estland
- Bester Torhüter der Jugend-WM 1997 und Junioren-WM 1999
- Bester Torhüter und wertvollster Spieler in der Schwedischen Liga 2000/01
- Schwedens Handballer der Saison 2013/14[14]

als Torwarttrainer
- EHF-Champions-League-Sieger 2020
- EHF-Pokalsieger 2019
- Deutscher Meister 2020, 2021, 2023
- DHB-Pokalsieger 2019, 2022, 2025
- DHB-Supercupsieger 2020, 2021, 2022, 2023